# Hünerdorf
Das Hünerdorf war ein selbstständiges Dorf, das westlich von Calvörde lag. Das Dorf wurde 1809 nach Calvörde eingemeindet und ist mit dem Flecken zusammengewachsen. Heute wird der Name nur noch inoffiziell benutzt.

## Geschichte

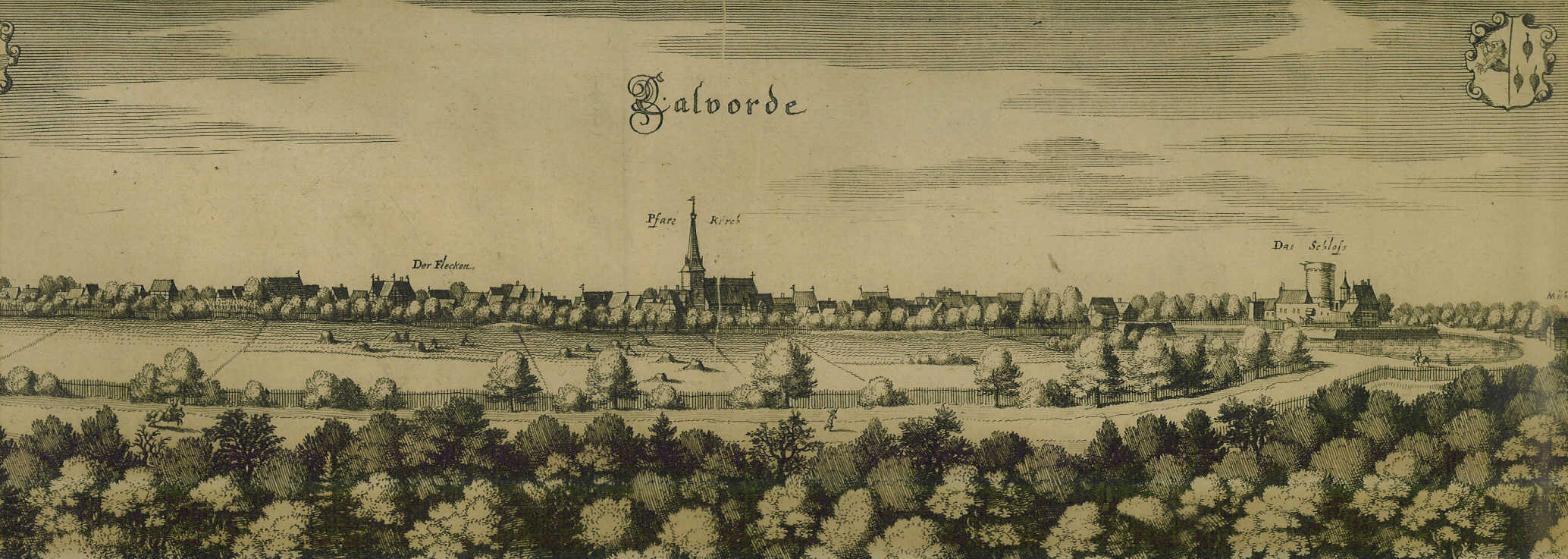
Merianstich von Calvörde

Der Ortsteil im Flecken erstreckte sich entlang der heutigen Geschwister-Scholl-Straße ab Polschebockstraße bis hin zur katholischen Kirche (einschließlich Halbemondstraße).
An der Ostseite des Ortes stand einst das Magdeburger Tor des Fleckens Calvörde.
1616 wurde im Hünerdorf auf der sogenannten Clawes-Breite ein Friedhof errichtet und darauf eine Kapelle gebaut. Ihre Turmspitze ist auf dem Merianstich von Calvörde links zu sehen. Die Kapelle wurde für Lesegottesdienste und Beerdigungsfeiern benutzt. Später wurde das St.-Georg-Hospital Calvörde auf dem Gelände erbaut. Die Einwohner des Dorfes wurden Untertanen (später Kotsassen) genannt und hatten nicht die gleichen Rechte wie die Calvörder, die Bürger genannt wurden.
Der Flecken Calvörde und das Hünerdorf wuchsen erst nach dem Großbrand vom 6. Oktober 1700 zusammen.
Bis 1809 war Hünerdorf ein eigenständiger Ort. 1809, zur Zeit des Königreichs Westphalen, wurde der Ort nach Calvörde eingemeindet und fungiert seitdem als Straße von Calvörde. Auch nach dem Zusammenschluss wurden unter anderem die Kirchenbücher noch bis 1845 getrennt geführt.